# 하리 키르베스니에미
하리 타파니 키르베스니에미(핀란드어: Harri Tapani Kirvesniemi, 1958년 5월 10일~)는 핀란드의 크로스컨트리 스키 선수이다. 올림픽에서 동메달 6개를 획득했고, 세계 선수권 대회에서 금메달 1개를 포함하여 메달 8개를 획득했다.

## 경력
2001년 라흐티에서 열린 2001년 세계 선수권 대회 기간에 그는 금지된 혈관 확장기 히드록시에틸 전분을 동료 핀란드 크로스컨트리 스키 선수 5명과와 함께 사용하여 양성 반응을 보였다. 이로 인해 계주 종목 금메달을 획득한 핀란드팀이 실격 처리되었다. 이로 인해 현역에서 은퇴했다.
은퇴 후에는 요코 스키의 공장 관리자 겸 이사회 임원으로 근무했으며, 현재 스키 용품 제조 회사인 KSF 스포츠를 운영하고 있다.

## 개인사
1984년에 동료 크로스컨트리 스키 선수인 마리아리사 해맬래이넨과 결혼했다. 1985년에 장녀인 엘리사가 태어났으며, 1990년에 차녀인 아니타가 태어났다. 이후 2011년에 이혼했으며, 2015년에 아니타 누르미스토페랜과 재혼했다.